# Креншоу, Кимберли Уильямс
Ки́мберли Уи́льямс Кре́ншоу (англ. Kimberlé Williams Crenshaw; род. 5 мая 1959, Кантон, штат Огайо) — американский юрист, защитница гражданских прав, философ и ведущая учёная в области критической расовой теории, разработавшая теорию интерсекциональности. Креншоу является штатным профессором юридической школы Калифорнийского университета, а также Колумбийского университета, где специализируется на расовых и гендерных вопросах. Креншоу известна внедрением и развитием теории интерсекциональности. Данная теория состоит в том, что перекрывающиеся или пересекающиеся социальные идентичности, в частности, меньшинств, относятся к системам и структурам из угнетения, господства или дискриминации. Работа Крэншоу также сыграла решающую роль в развитии интерсекционального феминизма, который изучает системы угнетения и дискриминации, которым подвергаются женщины из-за их этнической принадлежности, сексуальности и экономического происхождения.

## Ранняя жизнь и образование
Она родилась в 1959 году в семье Мэриан и Уолтера Кларенса Креншоу Мл. в Кантоне, штат Огайо. Креншоу посещала среднюю школу Кантон Мак-Кинли. В 1981 году Кимберли Уильямс Креншоу получила степень бакалавра африкологии в Корнельском университете. Также она получила степень доктора юриспруденции юридического факультета Гарварда в 1984 году, а в следующем году магистра права юридического факультета Университета Висконсина, где она была коллегой Уильяма Х. Хасти, и клерком по правовым вопросам судьи Верховного суда штата Висконсин Ширли Абрахамсон.

## Карьера
Креншоу — один из основоположников критической теории расы. Во время учёбы в Гарвардской школе права она была одним из организаторов и основателей семинара по критической теории расы, на данном семинаре впервые возник этот термин. После получения степени магистра права Креншоу стала сотрудником факультета юридической школы Калифорнийского университета в Лос-Анджелесе в 1986 году, где читала лекции по критической теории расы, гражданским правам и конституционному праву. В 1995 году Креншоу была назначена профессором Колумбийской школы права.
В 1996 году она стала соучредителем и исполнительным директором некоммерческого аналитического центра и центра обмена информацией Афроамериканского политического форума.
В 1991 году она помогала группе юристов, представляющих Аниту Хилл на слушаниях по утверждению в Сенате США кандидатуры судьи Верховного суда Кларенса Томаса.
В 2001 году она написала справочный документ о расовой и гендерной дискриминации для Всемирной конференции по борьбе с расизмом Организации Объединённых Наций.